# Zahoreanivka, Bilozerka
Zahoreanivka (în ucraineană Загорянівка) este o comună în raionul Bilozerka, regiunea Herson, Ucraina, formată numai din satul de reședință.

## Demografie
Componența lingvistică a comunei Zahoreanivka
     Ucraineană (92,96%)
     Rusă (6,18%)
     Alte limbi (0,47%)
Conform recensământului din 2001, majoritatea populației comunei Zahoreanivka era vorbitoare de ucraineană (92,96%), existând în minoritate și vorbitori de rusă (6,18%).